# Sydney to the Max
Sydney to the Max è una serie televisiva statunitense creata da Mark Reisman andata in onda sul canale pay Disney Channel negli Stati Uniti dal 25 gennaio e in Italia dal 9 giugno 2019.
Il 23 maggio 2019, Disney Channel rinnova la serie per una seconda stagione.
Il 21 novembre 2019, Disney Channel rinnova la serie per una terza stagione.
Il 1º aprile 2022, è stato riferito che la serie ha concluso la produzione dopo la terza stagione, con l'episodio finale in onda il 26 novembre 2021.

## Trama
Sydney Reynolds è una dodicenne che passa le sue giornate tra casa e scuola con suo padre Max, sua nonna Judy e la sua migliore amica Olive. Ogni episodio ha un flashback temporale nell'anno 1992 quando Max aveva dodici anni e, insieme al suo amico Leo, viveva situazioni simili a quelle della figlia.

## Episodi
| Stagione         | Episodi | Prima TV USA | Prima TV Italia |
| ---------------- | ------- | ------------ | --------------- |
| Prima stagione   | 21      | 2019         | 2019            |
| Seconda stagione | 21      | 2019-2020    | 2021            |
| Terza stagione   | 21      | 2021         | 2022            |

## Sigla
La sigla, dal titolo Stay the Same, è cantata da Ruth Righi e Dan Conklin.